# Rhyacophila longicuspis
Rhyacophila longicuspis is een schietmot uit de familie Rhyacophilidae. De soort komt voor in het Oriëntaals gebied.